# Chrobria

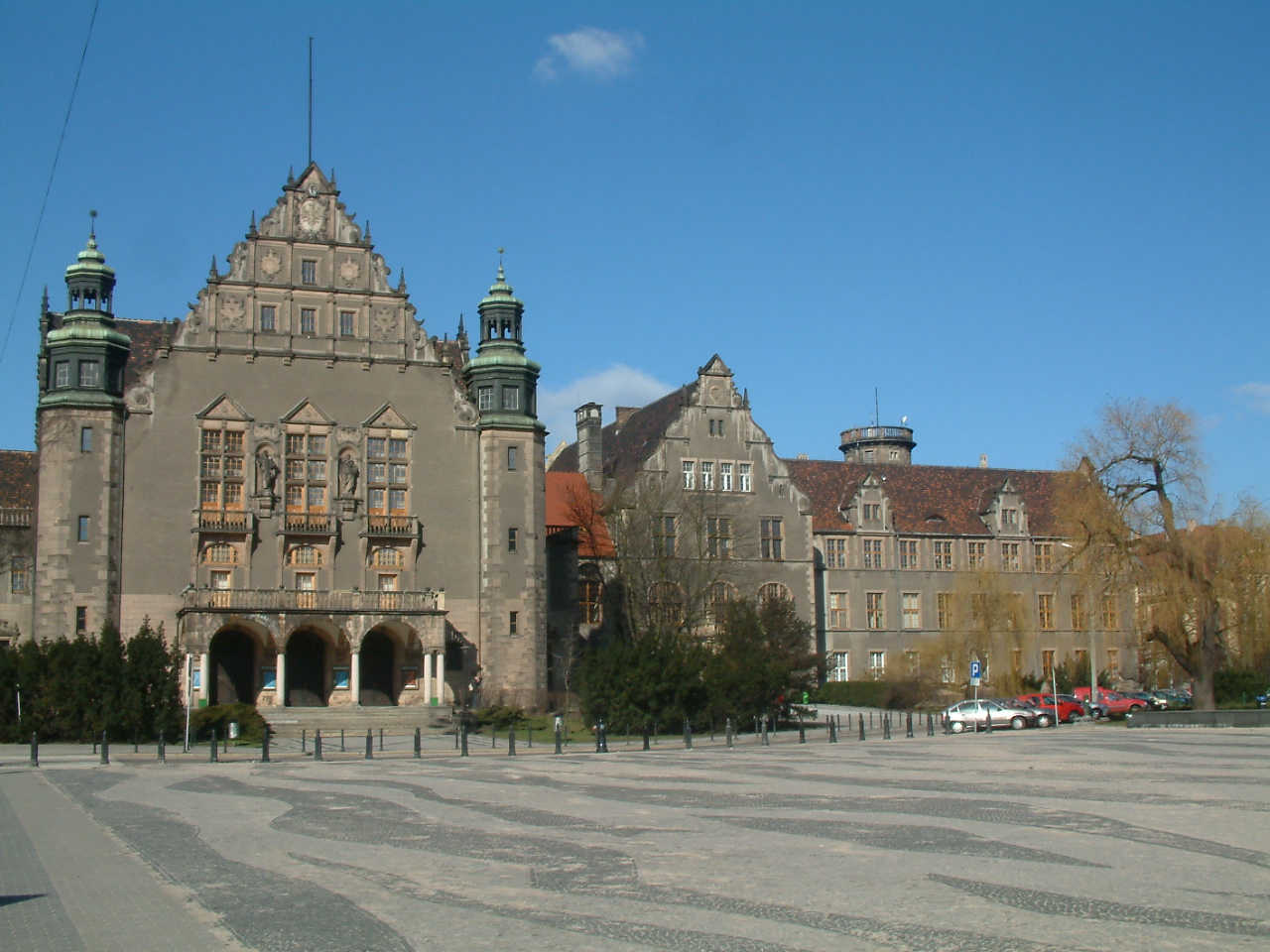
Gmach Uniwersytetu Poznańskiego

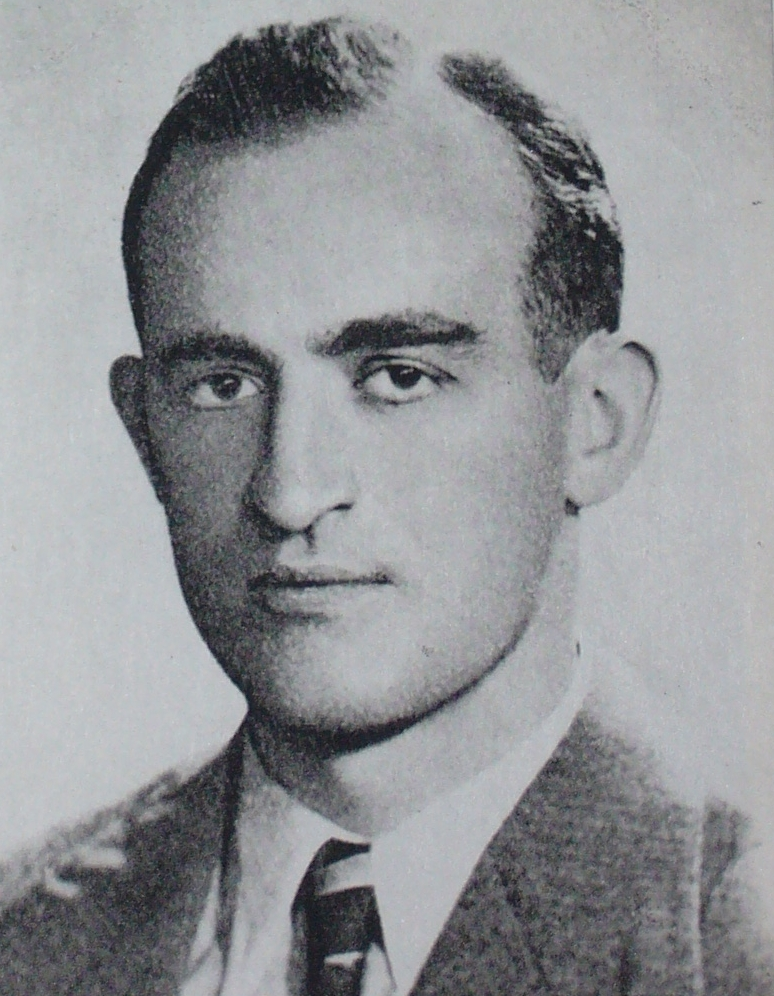
Adam Borys

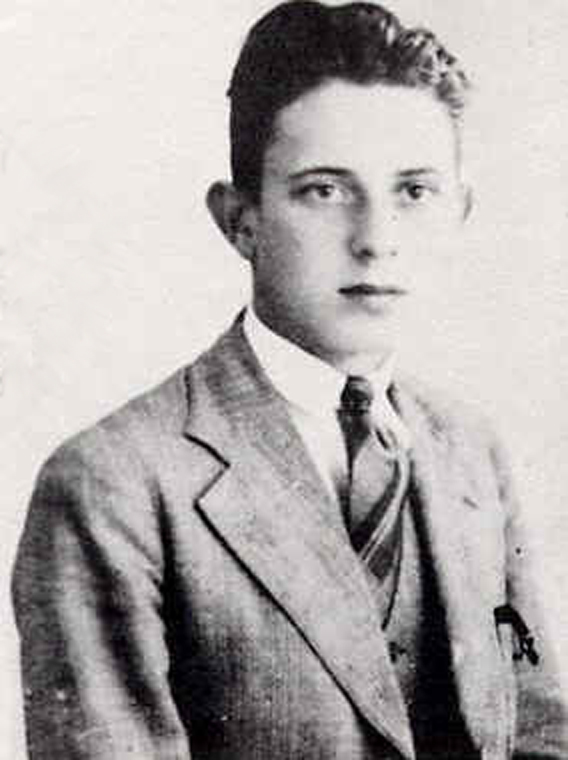
Jerzy Różycki

Korporacja Akademicka Chrobria, w skrócie K! Chrobria – polska korporacja akademicka, powstała 15 czerwca 1920 r (założona oficjalnie w 1921), składająca się ze studentów i absolwentów wyższych uczelni Poznania.

## Historia
Korporacja Akademicka Chrobria została założona w Poznaniu 28 marca 1921 r. Ojcem Korporacji był gen. Ireneusz Wierzejewski, naczelny lekarz powstania wielkopolskiego, profesor ortopedii. Pierwszym prezesem został Kazimierz Bartz, członkowie-założyciele wywodzili się głównie ze środowiska zdemobilizowanych oficerów Wojska Polskiego, którzy podjęli studia na Uniwersytecie Poznańskim.

### Początki. Utworzenie Chrobrii
Na zebraniu założycielskim ustalono nazwę nowej korporacji i przyjęto jako zewnętrzne symbole barwy w kolorach czarny-zielony-biały. Pomysłodawcą nazwy "Chrobria" był Stefan Górzyński, a projektodawcą barw i autorem słów hymnu, Aleksander Bartlitz. Do grona członków założycieli Chrobrii należeli:
- Aleksander Bartlitz
- Kazimierz Bartz
- Tadeusz Gnatkowski
- Stefan Górzyński
- Leon Jesionowski
- Wiktor Kompf
- Marian Kuczyński
- Kazimierz Ofierzyński
- Stefan Smętkowski
- Hieronim Schulz
- Stanisław Radkowski

Ze względu na swój skład osobowy (głównie zdemobilizowani oficerowie, weterani I wojny światowej, Powstania Wielkopolskiego i wojny polsko-bolszewickiej) i licznymi koneksjami z oficerami garnizonu poznańskiego, Chrobria szybko dorobiła się przydomku "korporacja oficerska". Dnia 27 Kwietnia 1921 roku, uchwalono statut Korporacji, opracowany przez Górzyńskiego, Kompfa i Ofierzyńskiego. Został on zatwierdzony przez Senat Uniwersytetu Poznańskiego 24 czerwca 1921 roku, pomimo że rejestracja napotykała na pewne trudności. Władze uczelni dopatrywały się w powstających korporacjach naśladownictwa niemieckich burschenschaftów. Początkowo zakazano nawet noszenia zewnętrznych oznak korporacyjnych, co motywowano wrażliwością społeczeństwa na wszystko, co mogło przypominać czasy zaborcze. 24 czerwca 1921 roku, przyjęto pierwszych, poza założycielami, rycerzy: Hempowicza i Dymińskiego. 15 lipca 1921 roku, przyjęto pierwszych giermków: Kowalewicza i Czajkę. Pierwszym Oldermanem K! Chrobria zostaje Stefan Górzyński. Rozpoczęto prace nad określaniem dalszych oznak zewnętrznych. 28 Lipca 1921 roku, uchwalono, że dewizą Korporacji będzie łacińska sentencja "Honori et Amicitiae". Ustalono również kształt herbu Korporacji, oraz wygląd dekli korporacyjnych. Na II Zjeździe ZPK!A w 1922 roku, Chrobria została przyjęta w poczet korporacji członkowskich Związku. Korporacja czynnie włączyła się w prace lokalnej ekspozytury Związku, jaką było Poznańskie Koło Międzykorporacyjne. 7 Maja 1923 roku oficjalnie został poświęcony sztandar Korporacji. Od tego momentu zatem, Chrobria posiadała komplet insygniów korporacyjnych. Począwszy od 1924 roku, dzień poświęcenia sztandaru Chrobrii był obchodzony uroczyście jako dzień święta Korporacji. Korporacja okrzepła, a w jej szeregi zaczęło napływać coraz więcej nowych studentów, głównie pochodzących z obszaru Wielkopolski, w mniejszym stopniu z Kujaw i Pomorza. Przed Korporacją otwierały się nowe, niebywałe perspektywy rozwoju.

### Bujny rozwój K! Chrobria. Lata 20. i 30. XX wieku
Podczas przewrotu majowego w 1926 roku, Chrobracy, stanęli w obronie legalnego rządu, Prezydenta, i porządku prawnego II Rzeczypospolitej. Chrobracy weszli w skład pierwszej kompanii I. Batalionu Legii Akademickiej. Nie dotarli jednak do Warszawy i nie wzięli bezpośredniego udziału w walkach. Wobec coraz większego napływu nowych członków, myślano o nabyciu domu korporacyjnego, który miał się stać siedzibą Chrobrii. W roku 1928 utworzono fundusz budowy domu korporacyjnego, do którego wpływał ustalony stosowną uchwałą procent składki czynnych członków i filistrów Korporacji. Niestety, do roku 1939, nie zdołano zebrać wystarczającej do budowy domu korporacyjnego kwoty. Tymczasem rosła liczba korporantów-absolwentów, którzy przechodzili w stan filisteriatu. 19 lutego 1927 roku ukonstytuowało się oficjalnie Koło Filistrów Korporacji Chrobria 30 Maja 1929 roku Korporacja wzięła udział w odsłonięciu w Gnieźnie pomnika Bolesława Chrobrego. Obecność pocztu sztandarowego i kilkudziesięciu Chrobraków w pełnej gali podniosła rangę tego wydarzenia. W 1930 roku, umiera Ojciec Korporacji, gen. Ireneusz Wierzejewski, znakomity lekarz, senator Rzeczypospolitej, wielka postać polskiej ortopedii, oraz Naczelny Lekarz Powstania Wielkopolskiego. Cała Chrobria wzięła udział w manifestacyjnym pogrzebie. 15 i 16 Maja 1931 roku miały miejsce huczne obchody dziesięciolecia Chrobrii, połączone z balem, który odbył się w Białej Sali poznańskiego Bazaru. Bal Chrobrii był znaczącym wydarzeniem towarzyskim, a rocznicę oraz uroczystości szeroko opisano w poznańskiej prasie. W 1933 roku, nowa ustawa akademicka, wydana w ramach tzw. Reformy jędrzejewiczowskiej spowodowała, że Chrobria przez około rok działała bez podstawy prawnej. 15 czerwca 1934 roku statut K! Chrobria dzięki wysiłkom prezydium Koła Filistrów. został ponownie zarejestrowany przez Senat Uniwersytetu Poznańskiego. Wynikiem reformy było także wyodrębnienie się Koła Filistrów jako osobnego stowarzyszenia. Liczba Chrobraków stale rosła, by osiągnąć w roku akademickim 1934/1935 stan 168 członków, w tym 110 filistrów, 45 rycerzy i 13 fuksów. Piętnastolecie Korporacji obchodzono również niezwykle wystawnie. Uroczystości rozpoczęły się 15 lutego 1936 roku balem, który odbył się w Hotelu Bazar w Poznaniu. Działalność Konwentu Chrobria została brutalnie przerwana przez najazd hitlerowski 1 września 1939 roku. Niemcy splądrowali kwaterę i zrabowali cały majątek Korporacji.

### II wojna światowa i okres PRL
Wraz z wybuchem wojny, wielu Chrobraków brało bezpośredni udział w Kampanii Wrześniowej. Wśród członków Chrobrii znajdowało się wielu oficerów i podchorążych, powołanych w 1939 do wojska. Spośród korporacyjnych uczestników wojny obronnej odznaczyli się m.in. Adam Borys, Michał Lorkiewicz czy Władysław Budzyński W czasie wojny Chrobracy na różne sposoby włączali się w wysiłki na rzecz oswobodzenia Ojczyzny od okupantów. Walczyli w polskich formacjach wojskowych, uczestniczyli w organizowaniu tajnego nauczania, oraz nieśli z narażeniem życia pomoc medyczną ludności polskiej i żydowskiej
Już po zakończeniu wojny, w komunistycznej Polsce, działalność Chrobrii była zabroniona. Już w latach czterdziestych jednak, odbywały się nieformalne spotkania korporantów. Inicjatorem spotkań był fil! Adam Burda. Przywiązanie do Korporacji było cały czas silne. Na spotkania stawiało się około 40 osób. Filistrzy Chrobrii kontynuowali nieformalne spotkania i utrzymywali kontakty przez cały okres PRL. Chrobracy podtrzymywali nie tylko tradycję korporacyjną i wzajemne więzi, ale również przechowali wiele cennych pamiątek: dekle, insygnia korporacyjne, ocalałe dokumenty. Stopniowo korporacje zostały wymazane ze świadomości społeczeństwa. Dopiero względna liberalizacja systemu komunistycznego w Polsce pozwoliła na podjęcie pewnych kroków, np. w 1983 roku wmurowano pamiątkową ogólnokorporacyjną tablicę w krużgankach kościoła oo. Dominikanów w Poznaniu. Z grona chrobrackiego, współorganizatorem tego wydarzenia, był dr n. med. Zygmunt Stryczyński. W działalność stowarzyszeń filisterskich i środowisk korporacyjnych już w okresie PRL-owskim, było zaangażowanych wielu Chrobraków, między innymi:
- Józef Krzyżaniak
- Bogdan Budzyński
- Adam Burda
- Ireneusz Herdach
- Ludwik Gliwa
- Bogdan Żurawski
- Henryk Kurzawa
- Michał Lorkiewicz
- Zygmunt Stryczyński
- Włodzimierz Hofman
- Wiktor Gadziński
- Bogdan Baranowski

### Reaktywacja i wznowienie czynnej działalności
15 czerwca 2002 r. została reaktywowana za zgodą przedwojennych korporantów podczas Komerszu K!Lechia. Pierwszym po wojnie prezesem został Ireneusz Rzepa. W 2004 r. przyjęto nową deklarację ideową i statut. Kwatera odrodzonej Chrobrii mieściła się gościnnie przy ul. Limanowskiego 12 (w siedzibie Korporacji Lechia), od roku 2008 własny lokal znajduje się przy Al. Marcinkowskiego 20a, w podwórzu pałacu Anderschów.

## Insygnia i odznaki

### Barwy korporacji
Niestety nie zachowały się z okresu założenia korporacji przekazy dotyczące genezy i znacznie barw czarnej-zielonej-białej, widniejących na bandach, herbie, flagach, sztandarze i innych przedmiotach korporacyjnych. Współcześnie przyjęto następującą interpretację:
- Czerń – symbolizująca powagę, honor
- Zieleń – nadzieja, dążenie do wiedzy
- Biel – czystość intencji, przyjaźń

Barwy korporacyjne w Chrobrii nosi się z prawego do lewego ramienia, jako symbol gotowości do pojedynku na broń białą. Bandy rycerskie są trójkolorowe, w barwach korporacji, natomiast bandy fuksowskie są dwukolorowe, czarno-zielone. Wyróżnia się kilka rodzajów band, podstawowe mają 18 mm szerokości. Nosi się także bandy komerszowe, szerokości 50 mm, oraz bandy balowe, noszone do fraku lub smokingu, szerokości około 9 mm.

### Cyrkiel
Stylizowany monogram, złożony z pierwszych liter wyrazów Chrobria – CH, oraz łacińskiego zawołania Vivat, Crescat, Floreat – VCF (Niech żyje, Niech Wzrasta, Niechaj Rozkwita) i wykrzyknika, symbolizującego gotowość do udzielenia satysfakcji honorowej. Cyrkle widnieją na korporacyjnych utensyliach, umieszczane są także przy podpisach pism korporacyjnych, a także wybarwieni członkowie pozostawiają go przy swoim nazwisku. Obok zazwyczaj umieszcza się informacje o funkcjach piastowanych w momencie składania podpisu (x-prezes, xx-wiceprezes, xxx-sekretarz, OM!-Olderman), a w nawiasie informacje o funkcjach piastowanych w przeszłości.

### Herb
Korporacje akademickie posiadają swoje herby wyrażające tradycje rycerskie ruchu korporacyjnego, ideały ruchu i danej korporacji.wreszcie związek z miastem akademickim, lub regionem pochodzenia korporantów.
Oryginalny herb Chrobrii powstał w momencie założenia koporacji i charakteryzował się unikatową formą podzielonej na trzy części tarczy typu barokowego. Nowy herb przyjęty na stulecie korporacji w roku 2021 odszedł od tej formy na rzecz klasycznej tarczy czwórdzielnej.
Opis aktualnego herbu zawarty w Statucie Korporacji Akademickiej Chrobria
Na tarczy czwórdzielnej w krzyż, czarna tarczka sercowa w której srebrny cyrkiel korporacyjny. W polu pierwszym czerwonym orzeł biały z koroną złotą zamkniętą. W drugim błękitnym godło miasta Poznania. W trzecim zielonym Szczerbiec ułożony w skos, sztychem ku dołowi. W czwartym barwy korporacyjne w skos. Klejnot, trzy strusie pióra w barwach korporacyjnych osadzone na hełmie z koroną. Labry: prawa czarne podbite srebrem, lewa zielone podbite srebrem. Pod tarczą wstęga z dewizą „Honori et Amicitiae”.

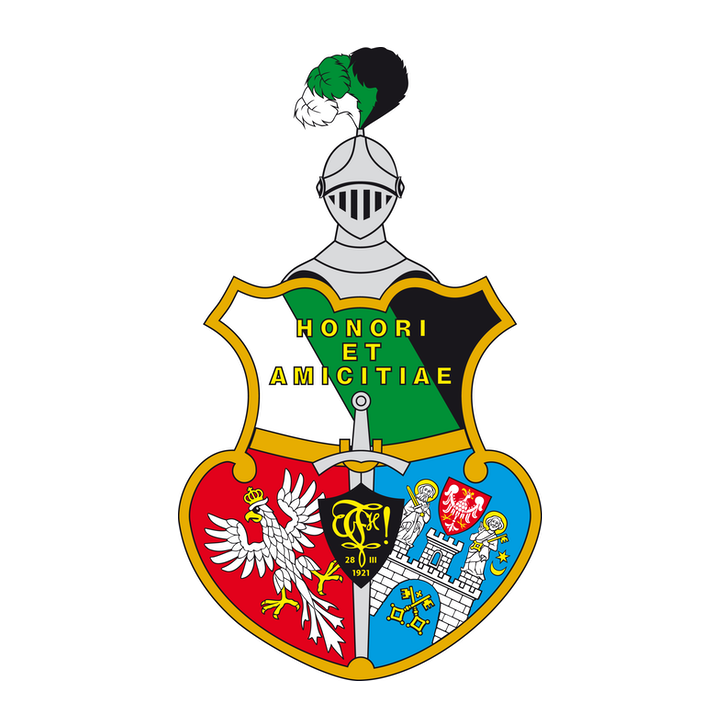
Herb Chrobrii używany do roku 2021

## Prezydia
- Aktualne Prezydium na rok 2024/2025 K! Chrobria przedstawia się następująco:
  - Prezes (x) com! Aleksander Victor Assad
  - Wiceprezes (xx) com! Davide Iacovone
  - Sekretarz (xxx) com! Piotr Dylak
  - Skarbnik ($) com! Maciej Michalak
  - Olderman (OM) com! Krzysztof Walczak
- Pełną listę poprzednich prezydiów można znaleźć na podstronie "Ubiegłe prezydia"

## Chrobracy
- Jerzy Różycki, matematyk, kryptolog, współautor sukcesu złamania kodu maszyny szyfrującej Enigma
- Adam Borys, żołnierz Armii Krajowej, cichociemny, podpułkownik, twórca i pierwszy dowódca Batalionu "Parasol"
- Ireneusz Wierzejewski, generał, oficer Armii Wielkopolskiej, Naczelny Lekarz Powstania Wielkopolskiego, senator II RP, działacz państwowy, profesor Uniwersytetu Poznańskiego
- Edmund Piechocki, ekonomista, działacz społeczny, działacz środowisk polskich w Niemczech, więzień obozów koncentracyjnych Dachau i Mauthausen-Gusen